# Camp (física)

Il·lustració del camp elèctric que envolta una càrrega positiva (vermell) i una negativa (blava).

En ciència, un camp és una magnitud física, representada per un escalar, vector o tensor, que té un valor per a cada punt de l'espai i el temps.
Un mapa meteorològic, amb la temperatura de la superfície descrita assignant un número a cada punt del mapa, és un exemple de camp escalar. Un mapa de vent de la superfície, que assigna una fletxa a cada punt d'un mapa que descriu la velocitat i la direcció del vent en aquest punt, és un exemple de camp vectorial, és a dir, un camp tensorial unidimensional (rang 1).
Les teories de camp, descripcions matemàtiques de com canvien els valors de camp en l'espai i el temps, són omnipresents a la física. Per exemple, el camp elèctric és un altre camp tensorial de rang 1, mentre que l'electrodinàmica es pot formular en termes de dos camps vectorials interactius en cada punt de l'espaitemps, o com un camp de tensor 2 d'un sol rang.
En el marc modern de la teoria quàntica de camps, fins i tot sense referir-se a una partícula de prova, un camp ocupa espai, conté energia i la seva presència impedeix un «buit veritable» clàssic. Això ha portat els físics a considerar els camps electromagnètics com una entitat física, fent del concepte de camp un paradigma de suport de l'edifici de la física moderna. Richard Feynman va dir: «El fet que el camp electromagnètic pugui tenir impuls i energia el fa molt real, i […] una partícula crea un camp, i un camp actua sobre una altra partícula, i el camp té propietats tan familiars com l'energia. contingut i impuls, tal com poden tenir les partícules».
A la pràctica, la força de la majoria de camps disminueix amb la distància, i finalment esdevé indetectable. Per exemple, la força de molts camps clàssics rellevants, com el camp gravitatori en la teoria de la gravetat de Newton o el camp electroestàtic en l'electromagnetisme clàssic, és inversament proporcional al quadrat de la distància des de la font (és a dir, segueixen la llei de Gauss).
Un camp es pot classificar com un camp escalar, un camp vectorial, un camp espinorial o un camp tensorial segons si la magnitud física representada és un escalar, un vector, un espinor o un tensor, respectivament. Un camp té un caràcter tensorial consistent allà on estigui definit; és a dir, un camp no pot ser un camp escalar en algun lloc i un camp vectorial en un altre lloc. Per exemple, el camp gravitatori newtonià és un camp vectoria; especificar el seu valor en un punt de l'espaitemps requereix tres nombres, els components del vector del camp gravitatori en aquest punt. A més, dins de cada categoria (escalar, vectorial, tensor), un camp pot ser un camp clàssic o un camp quàntic, depenent de si es caracteritza per nombres o operadors quàntics respectivament. En aquesta teoria, una representació equivalent de camp és una partícula de camp, per exemple un bosó.

## Història
Per a Isaac Newton, la seva llei de la gravitació universal expressava simplement la força gravitatòria que actuava entre qualsevol parell d'objectes massius. Quan es mira el moviment de molts cossos que interactuen entre ells, com ara els planetes del Sistema Solar, tractar la força entre cada parell de cossos per separat es converteix ràpidament en un inconvenient computacional. Al segle xviii, es va idear una nova quantitat per simplificar la comptabilitat de totes aquestes forces gravitatòries. Aquesta quantitat, el camp gravitatori, donava en cada punt de l'espai l'acceleració gravitatòria total que sentiria un objecte petit en aquell punt. Això no va canviar de cap manera la física; no importava si totes les forces gravitatòries sobre un objecte es calculessin individualment i després s'afeguessin juntes, o si totes les contribucions es sumen primer com un camp gravitatori i després s'aplicaven a un objecte.
El desenvolupament del concepte independent d'un camp va començar realment al segle xix amb el desenvolupament de la teoria de l'electromagnetisme. En les primeres etapes, André-Marie Ampère i Charles-Augustin de Coulomb podien gestionar-se amb lleis d'estil Newton que expressaven les forces entre parells de càrregues elèctriques o corrents elèctrics. Tanmateix, es va fer molt més natural adoptar l'enfocament del camp i expressar aquestes lleis en termes de camps elèctrics i magnètics; el 1845, Michael Faraday es va convertir en el primer a encunyar el terme «camp magnètic». I Lord Kelvin va proporcionar una definició formal d'un camp el 1851.
La naturalesa independent del camp es va fer més evident amb el descobriment de James Clerk Maxwell que les ones en aquests camps, anomenades ones electromagnètiques, es propagaven a una velocitat finita. En conseqüència, les forces sobre càrregues i corrents ja no només depenien de les posicions i velocitats d'altres càrregues i corrents al mateix temps, sinó també de les seves posicions i velocitats en el passat.
Maxwell, al principi, no va adoptar el concepte modern d'un camp com una quantitat fonamental que pogués existir independentment. En canvi, va suposar que el camp electromagnètic expressava la deformació d'algun medi subjacent, l'èter lluminós, com la tensió d'una membrana de goma. Si aquest fos el cas, la velocitat observada de les ones electromagnètiques hauria de dependre de la velocitat de l'observador respecte a l'èter. Malgrat molts esforços, mai es va trobar cap evidència experimental d'aquest efecte; la situació es va resoldre amb la introducció de la teoria especial de la relativitat per part d'Albert Einstein l'any 1905. Aquesta teoria va canviar la manera com es relacionaven els punts de vista dels observadors en moviment. Es van relacionar entre si de tal manera que la velocitat de les ones electromagnètiques en la teoria de Maxwell seria la mateixa per a tots els observadors. En eliminar la necessitat d'un mitjà de fons, aquest desenvolupament va obrir el camí perquè els físics comencessin a pensar en els camps com a entitats realment independents.
A finals de la dècada del 1920, les noves regles de la mecànica quàntica es van aplicar per primera vegada al camp electromagnètic. El 1927, Paul Dirac va utilitzar camps quàntics per explicar amb èxit com la desintegració d'un àtom a un estat quàntic inferior provocava l'emissió espontània d'un fotó, el quàntic del camp electromagnètic. Aviat va ser seguit per la constatació (després del treball de Pascual Jordan, Eugene Wigner, Werner Heisenberg i Wolfgang Pauli) que totes les partícules, inclosos els electrons i els protons, es podien entendre com els quants d'algun camp quàntic, elevant els camps a l'estatus dels objectes més fonamentals de la natura. Dit això, John Wheeler i Richard Feynman va considerar seriosament el concepte d'acció a distància del pre-camp de Newton (tot i que el van deixar de banda a causa de la utilitat contínua del concepte de camp per a la investigació en relativitat general i electrodinàmica quàntica).

## Camps clàssics
Hi ha diversos exemples de camps clàssics. Les teories clàssiques de camps segueixen sent útils allà on no es presenten propietats quàntiques, i poden ser àrees actives d'investigació. L'elasticitat dels materials, la dinàmica de fluids i les equacions de Maxwell en són exemples.
Alguns dels camps físics més simples són els camps de força vectorials. Històricament, la primera vegada que els camps es van prendre seriosament va ser amb les línies de força de Faraday quan es descrivia el camp elèctric. Aleshores es va descriure de manera similar el camp gravitatori.

### Gravitació newtoniana

En la gravitació clàssica, la massa és la font d'un camp gravitatori atractiu g

Una teoria clàssica de camps que descriu la gravetat és la gravitació newtoniana, que descriu la força gravitatòria com una interacció mútua entre dues masses.
Qualsevol cos amb massa M està associat a un camp gravitatori g que descriu la seva influència sobre altres cossos amb massa. El camp gravitatori de M en un punt r de l'espai correspon a la relació entre la força F que M exerceix sobre una massa de prova petita o insignificant m situada a r i la massa de prova mateixa:
{\displaystyle \mathbf {g} (\mathbf {r} )={\frac {\mathbf {F} (\mathbf {r} )}{m}}.}
Estipular que m és molt més petit que M assegura que la presència de m té una influència insignificant en el comportament de M.
Segons la llei de la gravitació universal de Newton, F(r) ve donada per
{\displaystyle \mathbf {F} (\mathbf {r} )=-{\frac {GMm}{r^{2}}}{\hat {\mathbf {r} }},}
on {\displaystyle {\hat {\mathbf {r} }}} és un vector unitari que es troba al llarg de la línia que uneix M i m i apunta de M a m. Per tant, el camp gravitatori de M és
{\displaystyle \mathbf {g} (\mathbf {r} )={\frac {\mathbf {F} (\mathbf {r} )}{m}}=-{\frac {GM}{r^{2}}}{\hat {\mathbf {r} }}.}
L'observació experimental que la massa inercial i la massa gravitatòria són iguals a un nivell de precisió sense precedents condueix a la identitat que la força del camp gravitatori és idèntica a l'acceleració experimentada per una partícula. Aquest és el punt de partida del principi d'equivalència, que condueix a la relativitat general.
Com que la força gravitatòria F és conservativa, el camp gravitatori g es pot reescriure en termes del gradient d'una funció escalar, el potencial gravitatori Φ(r):
{\displaystyle \mathbf {g} (\mathbf {r} )=-\nabla \Phi (\mathbf {r} ).}

### Electromagnetisme
Michael Faraday es va adonar per primera vegada de la importància d'un camp com a magnitud física durant les seves investigacions sobre el magnetisme. Es va adonar que els camps elèctrics i magnètics no només són camps de força que dicten el moviment de les partícules, sinó que també tenen una realitat física independent perquè porten energia.

Els camps E i camps B deguts a càrregues elèctriques (negre/blanc) i pols magnètics (vermell/blau).[14][15] A dalt: camp E degut a un moment dipolar elèctric d. A baix a l'esquerra: camp B degut a un dipol magnètic matemàtic m format per dos monopols magnètics. A baix a la dreta: camp B a causa d'un moment dipolar magnètic pur m que es troba a la matèria ordinària (no dels monopols).
Els camps E i camps B deguts a càrregues elèctriques (negre/blanc) i pols magnètics (vermell/blau).[14][15] Camps E deguts a càrregues elèctriques estacionàries i camps B a causa de càrregues magnètiques estacionàries (s'ha de tenir en compte que a la natura els monopols N i S no existeixen). En moviment (velocitat v), una càrrega elèctrica indueix un camp B mentre que una càrrega magnètica (no es troba a la natura) indueix un camp E. S'utilitza corrent convencional

Aquestes idees van portar finalment a la creació, per part de James Clerk Maxwell, de la primera teoria de camp unificat en física amb la introducció d'equacions per al camp electromagnètic. La versió moderna d'aquestes equacions s'anomena equacions de Maxwell.

#### Electroestàtica
Una partícula de prova carregada amb càrrega q experimenta una força F basada únicament en la seva càrrega. De manera similar, podem descriure el camp elèctric E de manera que F = qE. Utilitzant això i la llei de Coulomb ens diu que el camp elèctric degut a una única partícula carregada és:
{\displaystyle \mathbf {E} ={\frac {1}{4\pi \epsilon _{0}}}{\frac {q}{r^{2}}}{\hat {\mathbf {r} }}.}
El camp elèctric és conservatiu, per tant, es pot descriure mitjançant un potencial escalar, V(r):
{\displaystyle \mathbf {E} (\mathbf {r} )=-\nabla V(\mathbf {r} ).}

#### Magnetoestàtica
Un corrent constant I que flueix al llarg d'un camí ℓ crearà un camp B, que exerceix una força sobre les partícules carregades en moviment properes que és quantitativament diferent de la força del camp elèctric descrita anteriorment. La força que exerceix I sobre una càrrega propera q amb velocitat v és
{\displaystyle \mathbf {F} (\mathbf {r} )=q\mathbf {v} \times \mathbf {B} (\mathbf {r} ),}
on B(r) és el camp magnètic, que es determina a partir de I per la llei de Biot-Savart:
{\displaystyle \mathbf {B} (\mathbf {r} )={\frac {\mu _{0}}{4\pi }}\int {\frac {Id{\boldsymbol {\ell }}\times {\hat {\mathbf {r} }}}{r^{2}}}.}
El camp magnètic no és conservador en general i, per tant, normalment no es pot escriure en termes de potencial escalar. Tanmateix, es pot escriure en termes d'un potencial vectorial, A(r):
{\displaystyle \mathbf {B} (\mathbf {r} )={\boldsymbol {\nabla }}\times \mathbf {A} (\mathbf {r} )}

#### Electrodinàmica
En general, en presència tant d'una densitat de càrrega ρ(r, t) com de la densitat de corrent J(r, t), hi haurà tant un camp elèctric com un camp magnètic, i tots dos variaran en el temps. Estan determinats per les equacions de Maxwell, un conjunt d'equacions diferencials que relacionen directament E i B amb ρ i J.
Alternativament, es pot descriure el sistema en termes dels seus potencials escalars i vectorials V i A. Un conjunt d'equacions integrals conegudes com a potencials retardats permeten calcular V i A a partir de ρ i J, i a partir d'aquí els camps magnètics es determinen mitjançant les relacions
{\displaystyle \mathbf {E} =-{\boldsymbol {\nabla }}V-{\frac {\partial \mathbf {A} }{\partial t}}}
{\displaystyle \mathbf {B} ={\boldsymbol {\nabla }}\times \mathbf {A} .}
A finals del  segle XIX el camp electromagnètic s'entenia com una col·lecció de dos camps vectorials a l'espai. Avui en dia, es reconeix això com un únic camp tensor de segon rang antisimètric a l'espaitemps.

### La gravitació en la relativitat general

En la relativitat general, la massa-energia deforma l'espaitemps (tensor d'Einstein G), i les distribucions massa-energia asimètriques rotatives amb moment angular J generen camps GEM H

La teoria de la gravetat d'Einstein, anomenada relativitat general, és un altre exemple de teoria de camps. Aquí el camp principal és el tensor mètric, un camp tensor simètric de segon rang en l'espaitemps. Això substitueix la llei de la gravitació universal de Newton.

### Les ones com a camps
Les ones es poden construir com a camps físics, a causa de la seva velocitat de propagació finita i la seva naturalesa causal quan s'estableix un model físic simplificat d'un sistema tancat aïllat. També estan subjectes a la llei de l'invers del quadrat.
Per a les ones electromagnètiques, hi ha camps òptics i termes com ara límits de camp proper i llunyà per a la difracció. Però a la pràctica, les teories de camp de l'òptica són substituïdes per la teoria del camp electromagnètic de Maxwell.

### El camp de la interacció nuclear forta
Descrita com a nuclear, perquè es va demostrar històricament en l'estudi del nucli atòmic, la interacció forta només es defineix en el marc de la mecànica quàntica, més precisament per la cromodinàmica quàntica que es basa en la teoria quàntica de camps. Descriu la interacció entre partícules que tenen una càrrega de color, denotada simbòlicament vermell, verd o blau. És responsable de la cohesió dels quarks que constitueixen nucleons i més generalment hadrons. Els vectors (bosó de gauge) de la interacció forta són els gluons (8 en nombre depenent de la seva càrrega de color).
La interacció forta és de molt curt abast (de l'ordre de 10−15 m). A diferència del camp gravitatori i el camp electromagnètic, el camp nuclear fort augmenta amb la distància de la font (els quarks). És zero al contacte (llibertat asimptòtica). El confinament dels quarks en nucleons es defineix pel rang molt limitat de la interacció forta; aquest curt abast està lligat a l'energia creixent necessària per separar dos quarks, una energia que supera molt ràpidament el llindar per crear un parell quark-antiquark.

### El camp de la interacció nuclear feble
El camp electrodèbil, associat a la interacció feble, és responsable de la desintegració radioactiva de les partícules subatòmiques, la més coneguda de les quals és la radioactivitat β del neutró. El seu rang és gairebé zero, a causa de la gran massa dels seus vectors (els bosons de gauge W+, W- i Z0).

### El camp de Higgs (o BEH)
El model estàndard de física de partícules es basa en la hipòtesi que els bosons de gauge són de massa zero (com el fotó), cosa que no és el cas dels de la interacció feble (vegeu més amunt). El camp escalar de Higgs ha estat postulat de manera independent per diversos teòrics; segons si interactuen o no amb aquest camp, les partícules tenen massa en repòs o no. El vector del camp (bosó de Higgs) es va demostrar experimentalment al CERN el 2012.

## Camps quàntics

Camps deguts a càrregues de color, com en els quarks (G és el tensor de la força del camp del gluó). Aquestes són combinacions «incolores». A dalt: la càrrega de color té «estats neutres ternaris» així com neutralitat binària (anàloga a la càrrega elèctrica). A baix: les combinacions quark/antiquark.

Ara es creu que la mecànica quàntica hauria de ser la base de tots els fenòmens físics, de manera que una teoria de camps clàssica hauria de permetre, almenys en principi, una reforma en termes de mecànica quàntica; L'èxit produeix la corresponent teoria quàntica de camps. Per exemple, la quantificació de l'electrodinàmica clàssica dóna electrodinàmica quàntica. L'electrodinàmica quàntica és sens dubte la teoria científica més reeixida; les dades experimentals confirmen les seves prediccions amb una precisió més alta (a uns dígits més significatius) que qualsevol altra teoria. Les altres dues teories de camp quàntiques fonamentals són la cromodinàmica quàntica i la teoria electrodèbil.
En cromodinàmica quàntica, les línies de camp de color estan acoblades a distàncies curtes per gluons, que estan polaritzats pel camp i s'alineen amb ell. Aquest efecte augmenta a poca distància (al voltant d'1 fm de la proximitat dels quarks) fent que la força del color augmenti a poca distància, limitant els quarks dins dels hadrons. Com que les línies de camp s'uneixen fortament pels gluons, no s'inclinen cap a fora tant com un camp elèctric entre càrregues elèctriques. Aquestes tres teories quàntiques de camps es poden derivar com a casos especials de l'anomenat model estàndard de la física de partícules. La relativitat general, la teoria de camp de la gravetat d'Einstein, encara no s'ha quantificat amb èxit. No obstant això, una extensió, la teoria de camps tèrmics, tracta de la teoria quàntica de camps a temperatures finites, una cosa que poques vegades es considera en la teoria quàntica de camps.
En la teoria BRST es tracta de camps estranys, per exemple camps fantasmes de Faddeev-Popov. Hi ha diferents descripcions de camps clàssics estranys tant en varietats graduades com en supervarietats.
Com abans amb els camps clàssics, és possible apropar-se als seus homòlegs quàntics des d'una visió purament matemàtica utilitzant tècniques similars a les anteriors. Les equacions que regeixen els camps quàntics són de fet PDE (específicament, equacions d'ona relativistes (RWE)). Així, es pot parlar dels camps de Yang-Mills, Dirac, Klein-Gordon i Schrödinger com a solucions de les seves respectives equacions. Un possible problema és que aquestes RWE poden tractar objectes matemàtics complicats amb propietats algebraiques exòtiques (per exemple, els espinors no són tensors, per la qual cosa poden necessitar càlcul per a camps espinorials), però aquests en teoria encara es poden sotmetre a mètodes analítics donada una generalització matemàtica adequada.

## Teoria de camps
La teoria de camps sol referir-se a una construcció de la dinàmica d'un camp, és a dir, una especificació de com canvia un camp amb el temps o respecte a altres variables físiques independents de les quals depèn el camp. Normalment això es fa escrivint un Lagrangià o un Hamiltonià del camp, i tractant-lo com un sistema de mecànica quàntica o clàssica amb un nombre infinit de graus de llibertat. Les teories de camp resultants s'anomenen teoria de camps clàssic o teoria de camps quàntic.
La dinàmica d'un camp clàssic s'especifica normalment per la densitat lagrangiana en termes dels components del camp; la dinàmica es pot obtenir utilitzant el principi d'acció.
És possible construir camps senzills sense cap coneixement previ de física utilitzant només matemàtiques del càlcul multivariable, teoria del potencial i equacions en derivades parcials. Per exemple, les equacions en derivades parcials escalars podrien considerar quantitats com l'amplitud, la densitat i els camps de pressió per a l'equació d'ona i la dinàmica de fluids; camps de temperatura/concentració per a les equacions de calor/difusió. Fora de la física pròpiament dita (per exemple, radiometria i gràfics per ordinador), fins i tot hi ha camps de llum. Tots aquests exemples anteriors són camps escalars. De la mateixa manera per als vectors, hi ha equacions en derivades parcials vectorials per a camps de desplaçament, velocitat i vorticitat en dinàmica de fluids (matemàtica aplicada), però ara es pot necessitar càlcul vectorial a més, ja que és càlcul per a camps vectorials (com són aquestes tres magnituds i les de les equacions en derivades parcials vectorials en general). De manera més general, els problemes de la mecànica de continus poden implicar, per exemple, l'elasticitat direccional (d'on prové el terme tensor, derivat de la paraula llatina per estirar), fluxos de fluids complexos o difusió anisòtropa, que s'emmarquen com a equacions en derivades parcials tensorials de matriu, i després requereixen matrius o camps tensorials, per tant, càlcul matricial o tensorial. Els escalars (i, per tant, els vectors, matrius i tensorials) poden ser reals o complexos, ja que tots dos són cossos en el sentit abstracte-algebraic/teoria d'anells.
En un entorn general, els camps clàssics es descriuen per seccions de feixos de fibres i la seva dinàmica es formula en termes de feix de jets (teoria de camps clàssic covariant). En la física moderna, els camps més estudiats són els que modelen les quatre forces fonamentals que algun dia poden conduir a la Teoria del Camp Unificat.

### Simetria de camps

#### Simetries espaitemps
Els camps sovint es classifiquen pel seu comportament sota transformacions de l'espaitemps. Els termes utilitzats en aquesta classificació són:
- camps escalars (com la temperatura) els valors dels quals estan donats per una única variable en cada punt de l'espai. Aquest valor no canvia sota les transformacions de l'espai.
- camps vectorials (com la magnitud i la direcció de la força en cada punt d'un camp magnètic) que s'especifiquen connectant un vector a cada punt de l'espai. Els components d'aquest vector es transformen entre ells de manera contravariant sota rotacions en l'espai. De la mateixa manera, un camp vectorial dual (o co-) uneix un vector dual a cada punt de l'espai, i els components de cada vector dual es transformen de manera covariant.
- camps tensorial, (com ara el tensor tensió d'un cristall) especificat per un tensor en cada punt de l'espai. Sota rotacions en l'espai, els components del tensor es transformen d'una manera més general que depèn del nombre d'índexs covariants i índexs contravariants.
- camps espinorials (com l'espinor de Dirac) sorgeixen en la teoria quàntica de camps per descriure partícules amb espín que es transformen com a vectors excepte per un dels seus components; és a dir, quan hom gira un camp vectorial 360 graus al voltant d'un eix específic, el camp vectorial gira cap a si mateix; tanmateix, els espinors tornarien als seus negatius en el mateix cas.

#### Simetries internes
Els camps poden tenir simetries internes a més de simetries espaitemps. En moltes situacions, es necessiten camps que siguin una llista d'escalars d'espaitemps: (φ1, φ2, ... φN). Per exemple, en la predicció del temps poden ser temperatura, pressió, humitat, etc. En física de partícules, la simetria de color de la interacció dels quarks és un exemple de simetria interna, la de la interacció forta. Altres exemples són isoespín, isoespín feble, estranyesa i qualsevol altra simetria de sabor.
Si hi ha una simetria del problema, que no implica espaitemps, sota la qual aquests components es transformen entre si, aquest conjunt de simetries s'anomena simetria interna. També es pot fer una classificació de les càrregues dels camps sota simetries internes.

### Teoria estadística de camps
La teoria estadística de camps intenta estendre el paradigma de la teoria de camps cap als sistemes de molts cossos i la mecànica estadística. Com anteriorment, es pot abordar amb l'argument habitual del nombre infinit de graus de llibertat.
De la mateixa manera que la mecànica estadística té una certa superposició entre la mecànica quàntica i la clàssica, la teoria estadística de camps té vincles amb les teories de camps quàntiques i clàssiques, especialment la primera amb la qual comparteix molts mètodes. Un exemple important és la teoria de camp mitjà.

### Camps aleatoris continus
Els camps clàssics com els anteriors, com el camp electromagnètic, solen ser funcions infinitament diferenciables, però en tot cas gairebé sempre són dues vegades diferenciables. En canvi, les funcions generalitzades no són contínues. Quan es tracten amb cura amb camps clàssics a temperatura finita, s'utilitzen els mètodes matemàtics de camps aleatoris continus, perquè els camps clàssics fluctuants tèrmicament no són diferenciables enlloc. Els camps aleatoris són conjunts indexats de variables aleatòries; un camp aleatori continu és un camp aleatori que té un conjunt de funcions com a conjunt d'índexs. En particular, sovint és matemàticament convenient prendre un camp aleatori continu per tenir un espai de Schwartz de funcions com a conjunt d'índexs, en aquest cas el camp aleatori continu és una distribució temperada.
Podem pensar en un camp aleatori continu, d'una manera (molt) aproximada, com una funció ordinària que és {\displaystyle \pm \infty } gairebé a tot arreu, però de tal manera que quan fem una mitjana ponderada de tots els infinits sobre qualsevol regió finita, obtenim un resultat finit. Els infinits no estan ben definits; però els valors finits es poden associar amb les funcions utilitzades com a funcions de pes per obtenir els valors finits, i això pot estar ben definit. Podem definir prou bé un camp aleatori continu com a mapa lineal d'un espai de funcions als nombres reals.

## Les forces residuals
En moltes àrees de la física, s'utilitzen models de «força» (per exemple, forces de van der Waals en química); els anomenem «camps de força residuals» (o efectius), perquè formalment deriven dels camps de força elementals descrits anteriorment. Són forces que apareixen entre sistemes de partícules (com àtoms o molècules) com a resultat de la combinació d'interaccions elementals mútues dels seus components.
Les interaccions gravitatòries (sempre additives) i les interaccions febles (rang zero) no donen lloc a la modelització de forces residuals. Només es refereix a la interacció forta i, sobretot, l'electromagnetisme.

### La interacció nucleó-nucleó

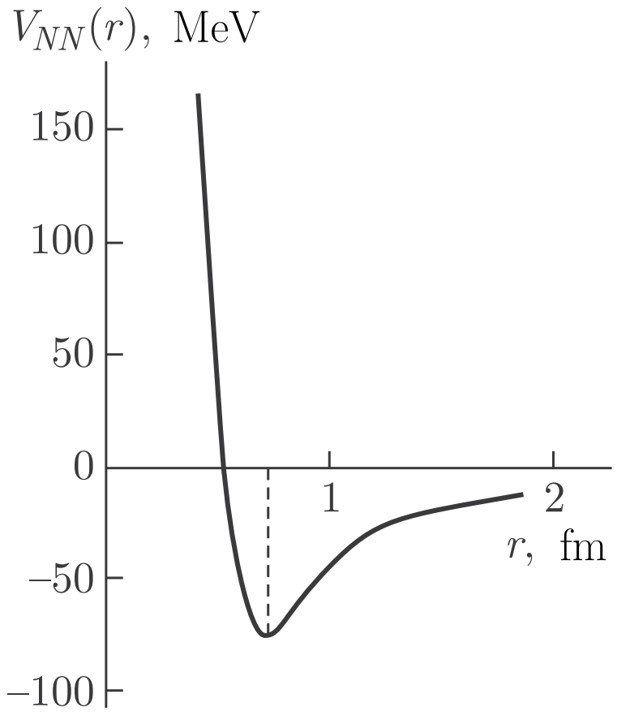
Energia potencial entre 2 nucleons en funció de la distància: interacció residual de la interacció forta entre els quarks que els componen

És l'arquetip de forces residuals, perquè durant molt de temps es va considerar com una interacció elemental entre nucleons (vegeu força nuclear) abans que s'establís que el protó i el neutró són partícules compostes, formades per quarks enllaçats per gluons (vegeu més amunt).
La interacció nucleó-nucleó és fortament repulsiva per sota de 0,5 femtòmetres, perquè el principi d'exclusió de Pauli prohibeix que els quarks (que són fermions) ocupin els mateixos estats quàntics; és atractiu al voltant d'1 femtòmetre, la distància mitjana entre quarks confinats; desapareix molt ràpidament a causa del rang limitat de la interacció entre quarks.

### Les interaccions electromagnètiques residuals
Són la base de la cohesió de la matèria: de l'àtom, de les molècules i, per tant, intervenen en processos químics i bioquímics. La majoria dels sistemes macroscòpics en equilibri són en general elèctricament neutres, perquè les càrregues negatives i positives s'equilibren molt ràpidament (apantallament elèctric): en un àtom la càrrega positiva dels protons equilibra la càrrega negativa dels electrons; una molècula (no ionitzada) és neutra; com podem explicar l'estabilitat d'una molècula formada per àtoms elèctricament neutres?

#### Les forces de tipus van der Waals
Les càrregues elèctriques dels components d'un sistema globalment neutre poden no estar distribuïdes uniformement a l'espai de manera estàtica o sota la influència d'un altre sistema proper; això dóna lloc a la creació d'un moment dipolar, font d'un camp de força de molt curt abast (força que disminueix en {\displaystyle 1/r^{7}}) anomenada força de van der Waals.

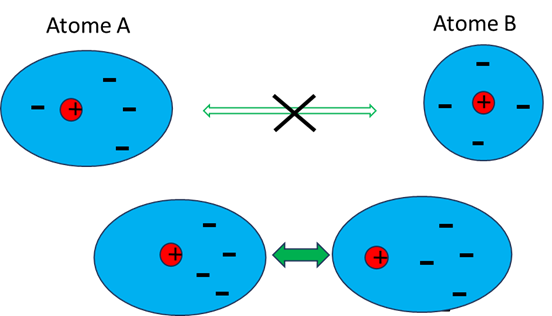
Il·lustració d'una força de Van der Waals entre un àtom (A) el núvol d'electrons del qual (en blau) no és uniforme al voltant del nucli (vermell). Crea un camp elèctric que distorsiona el núvol d'electrons de B; això dóna lloc a una interacció de tipus dipolar

Segons si el moment dipolar és permanent o induït per un altre moment veí, distingirem entre forces de Keeson (entre 2 dipols permanents), forces de Debye (un dipol permanent indueix un moment dipolar en un altre sistema) i forces de London (entre 2 dipols induits).

#### Enllaços covalents

Il·lustració de l'enllaç covalent de la molècula d'aigua

De naturalesa diferent i d'origen quàntic, els enllaços covalents connecten 2 àtoms que comparteixen un o més electrons per completar l'ocupació de les seves capes de valència (la més externa). Estan relacionats amb les propietats dels orbitals dels electrons del camp elèctric del nucli.
Per exemple, a la molècula d'aigua H2O, falten 2 electrons a la capa de valència de l'oxigen, mentre que cada molècula d'hidrogen té un electró solitari a la seva capa de valència.
Altres tipus de forces d'enllaç molecular deriven d'enllaços covalents, com ara els enllaços d'hidrogen.